# Juan Francisco Paillardelli
Juan Francisco Paillardelli (o Paillardelle), (Marsella, 10 de octubre de 1781-Lima, 4 de agosto de 1858), militar peruano de origen francés. Prócer de la Independencia del Perú.

## Biografía
Hijo del médico francés Juan María Paillardelle y de la limeña Eustaquia de Sagardia Villavicencio. Hermano de Enrique Paillardelli y Antonio Felipe Paillardelli. A la edad de 15 años ingresó como cadete a la Escuela Militar de París, de donde egresó como subteniente. Sus hermanos siguieron también la carrera militar.
Al fallecer el padre en 1803, toda la familia se trasladó a la península ibérica, instalándose en el puerto de Cádiz, en 1803. Los tres hermanos se naturalizaron españoles, y con el propósito de reclamar una herencia, pasaron al Virreinato del Perú en 1805. Enrique y Juan Francisco lograron ser admitidos en el Regimiento de la Concordia, en 1806, un cuerpo del Ejército Real del Perú integrado por miembros de familias de alcurnia. Su madre falleció en 1810, pero los hermanos Paillardelli no pudieron heredar ya que la Real Audiencia de Lima les negó tal derecho, por ser extranjeros. Se sospecha que fue esta injusticia lo que impulsó a los hermanos Paillardelli a abrazar la causa separatista.
Al estallar la lucha por la independencia de Hispanoamérica, Juan Francisco se trasladó hasta el cuartel del general rioplatense Manuel Belgrano en Vilcapuquio (en la actual Bolivia), con el fin de concertar una acción conjunta para liberar el Alto y el Bajo Perú. Luego, pasó a Puno, donde se encontró con su hermano Enrique Paillardelli, con quien coordinó el plan, según el cual, debían estallar conjuntamente movimientos en Arequipa, Moquegua, Tacna y Tarapacá (Bajo Perú), paralelos al avance de Belgrano por el Alto Perú. Llegado el momento de actuar, sólo se produjo el estallido en Tacna el 3 de octubre de 1813, encabezado por Enrique Paillardelli. Los patriotas se apoderaron de los cuarteles tacneños y apresaron al gobernador realista de la provincia. Al día siguiente Juan Francisco Paillardelli partió hacia el campamento de Belgrano, con la buena nueva del éxito logrado en Tacna. Sin embargo, Belgrano acababa de sufrir la derrota de Vilcapuquio y los patriotas tacneños, carentes de ayuda, acabaron por ser derrotados en Camiara, el 31 de octubre de 1813. Los hermanos Paillardelli, así como el resto de los patriotas rioplatenses, quedaron convencidos de la impracticabilidad de un avance por el Alto Perú, por lo que esbozaron otros rumbos para llegar al Perú.
Juan Francisco volvió al Perú con el Ejército Libertador de José de San Martín, como jefe de la III Compañía de Zapadores. Se le concedió carta de naturalización el 11 de diciembre de 1821. En abril de 1822 pasó a ser jefe de escuadrón de infantería cívica. Al producirse la disputa ente el Congreso y el presidente José de la Riva Agüero, se pronunció, junto con los vecinos de Lima, a favor del primero, en agosto de 1823. 
Consolidada la Independencia del Perú, se le encomendó la organización de la Guardia Cívica (1825). En calidad de fiscal, integró el Congreso Militar Permanente (1825-1826). El Congreso lo condecoró con la medalla cívica con el busto de Bolívar, en mérito a sus valiosos servicios a la causa independentista (10 de octubre de 1825).
Durante las guerras civiles de los inicios republicanos, mantuvo una prudente actuación, manteniéndose leal a los gobiernos legítimamente establecidos.